# Lara (mitologia)

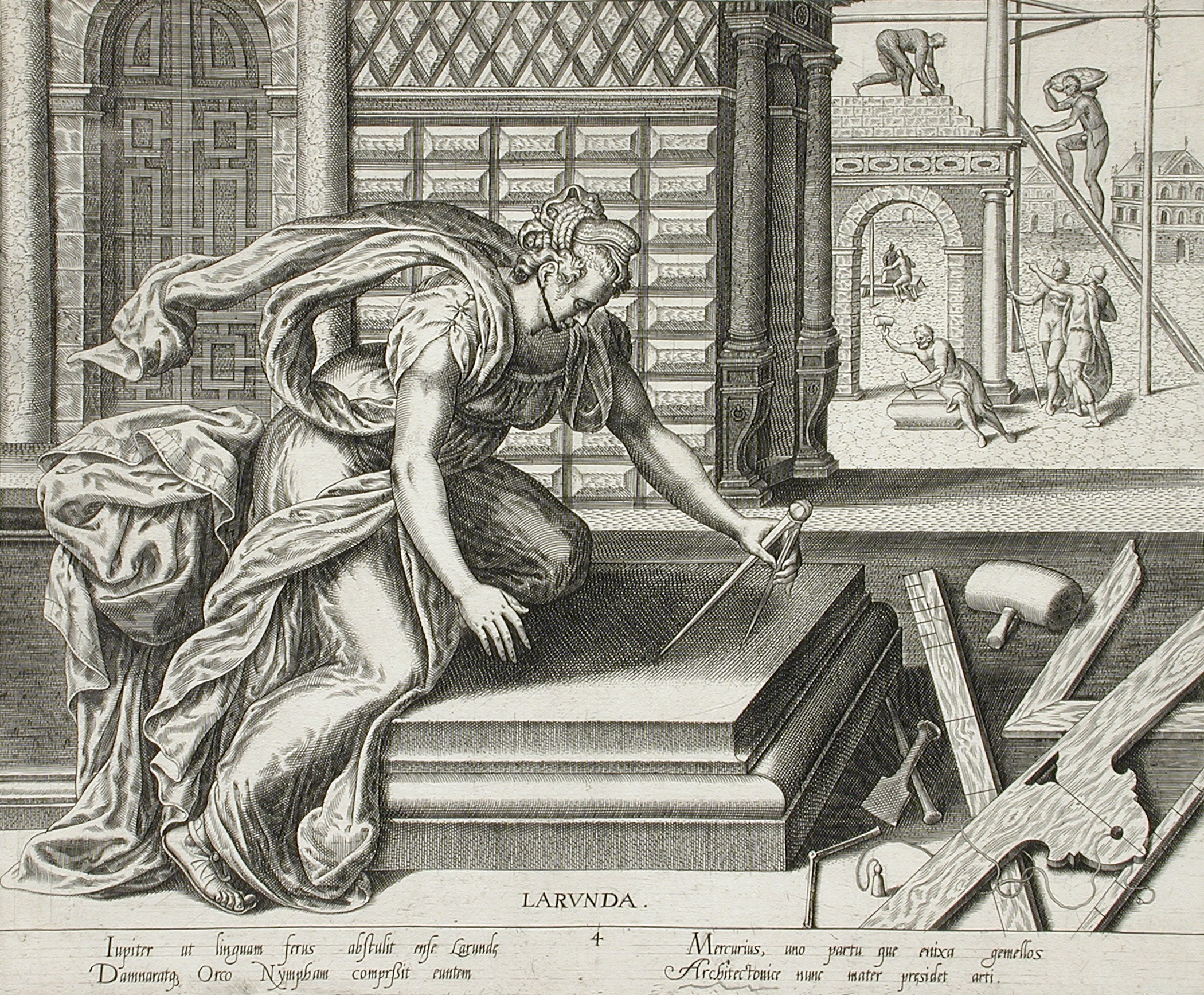
Larunda en un dibuix del 1574.

Lara (o també Larunda), segons la mitologia romana, va ser una nimfa del Laci, filla d'Almo, el déu homònim del riuet anomenat Almo a la vora de Roma.

## Mitologia i culte
Per haver revelat a Juno els amors de Júpiter amb Juturna, el déu li va tallar la llengua i va ordenar a Mercuri que la portés a l'infern. Mentre la hi duia, el déu se n'enamorà i la forçà. De la seua unió varen néixer els lars.
Els romans la van venerar com a dea del silenci, equivalent a Dea Tàcita i a Muta.Tàcit diu que tenia un sacellum al Fòrum Romà i, segons Marc Terenci Varró, el seu culte era d'origen sabí.

## Altres descripcions
A Larunda, se la relaciona amb la terra, la llar i els fantasmes. Els seus símbols són les llars de foc, els forns, la terra i l'argila. Lara, per ser la mare dels lars, era una de les dees romanes protectores de residència familiar.
També se la relaciona amb la pau, la mort i la protecció en les cruïlles, on es feien ofrenes de roses (rosàlia) i de vi. El seu significat com a protectora de la llar i la família es podia estendre a protectora de la comunitat. Una cruïlla podia simbolitzar una trobada entre el món temporal i el món dels esperits, el món on, segons la mitologia, Júpiter la va condemnar a viure.
En el Renaixement, es va fer servir com a personificació dels treballs industrials.